# The Watchers
The Watchers es una película estadounidense de terror sobrenatural escrita y dirigida por Ishana Night Shyamalan, basada en la novela del mismo nombre de A. M. Shine. Está protagonizada por Dakota Fanning y Georgina Campbell.
El rodaje tuvo lugar de julio a septiembre de 2023. Warner Bros. Pictures pagó 30 millones de dólares para adquirir The Watchers y estrenó la película en los cines de Estados Unidos, Reino Unido e Irlanda el 7 de junio de 2024. La película ha recaudado más de 33 millones de dólares en todo el mundo.

## Argumento
Mina, una inmigrante estadounidense que trabaja en una tienda de mascotas en Galway, Irlanda, lucha por aceptar la muerte de su madre, que causó inadvertidamente quince años antes, y está distanciada de su hermana gemela Lucy. El jefe de Mina le encarga la tarea de entregar un valioso loro dorado a un zoológico cerca de Belfast. En el camino, su auto se estropea y la deja varada en un bosque. Perdida, ella llama al loro Darwin. Ella sigue a una anciana, Madeline, hasta un edificio parecido a un búnker, apodado "The Coop", y conoce a otros dos ocupantes, Ciara y Daniel. Madeline explica que unas entidades misteriosas llamadas "Los Vigilantes" observan al grupo a través de la ventana de espejo del Coop todas las noches.
Al día siguiente, Mina descubre que no puede salir del bosque y Madeline le explica las reglas: por la noche, los Vigilantes matan a cualquiera que esté fuera de la Cooperativa, y nadie debe entrar en las Madrigueras, un conjunto de túneles bajo el bosque donde los Vigilantes permanecen durante el día debido a su fotofobia. El grupo ha estado varado en el bosque durante varios meses, sin haber encontrado todavía a ningún Vigilante. John, el esposo de Ciara, dejó la cooperativa hace días, pero no ha regresado. Mina se une a Ciara y Daniel, pero choca con Madeline, quien sigue obedientemente las reglas de los Vigilantes. Mina y Daniel exploran una madriguera y recuperan varios objetos, incluida una bicicleta vieja y una  videocámara; al ver a un Vigilante quemarse a la luz del sol, huyen. John aparece en la cooperativa, pero Madeline se niega a dejarlo entrar, insistiendo en que es un Vigilante. Cuando "John" no logra verificar su identidad ante Ciara, es atacado. Los Vigilantes rompen parte del cristal espejado del búnker; Madeline devuelve los objetos recuperados a la Madriguera para apaciguar a los Vigilantes.
A medida que cae el invierno, el grupo comienza a volverse hostil entre sí. Daniel deja a Mina y Madeline fuera del gallinero una noche, lo que las obliga a buscar refugio en el bosque. Ellos son testigos de los Vigilantes, criaturas humanoides que imitan a los ocupantes del gallinero y reaccionan con enojo ante la ausencia de Madeline y Mina. La pareja regresa al Coop y Madeline explica que los Vigilantes son hadas que cambian de forma e intentan aprender a imitar mejor a los humanos. Los Vigilantes atacan el Coop. El grupo escapa a través de una puerta oculta que conduce a un estudio subterráneo. Mina descubre diarios en video del profesor Rory Kilmartin, el creador del Coop. Kilmartin había venido al bosque para estudiar a las criaturas e incluso había capturado a una de ellas y se había unido a ella. En su última entrada, el abatido profesor explica cómo escapar del bosque y solicita que se destruya su investigación. El video termina con él trepando de nuevo al Coop para matar al Vigilante capturado y a él mismo.
Al día siguiente, el grupo sigue las instrucciones del profesor y utiliza a Darwin para guiarlos hasta el río en el borde del bosque. En el camino, Madeline les muestra un marcador de piedra, explicando que los humanos habían luchado contra las Hadas, que fueron privadas de sus alas, conducidas bajo tierra y encarceladas en el bosque. Al llegar al bote del profesor, un Vigilante que imita a John mata a Daniel. Los demás toman el bote y finalmente regresan a la civilización. En el camino, un autobús se detiene para recogerlos y el conductor dice que puede llevarlos a la siguiente ciudad.
Mina se dirige a la universidad del profesor para destruir sus notas. Allí, se entera de que los humanos y las hadas alguna vez vivieron en armonía, y que algunos incluso se aparearon y produjeron crías híbridas que podían soportar la luz del día. Ella visita a Ciara y le muestra sus fotografías, revelando que Madeline había sido la difunta esposa del profesor y que la verdadera Madeline murió a principios de 2001 debido a un cáncer de pulmón. Su "Madeline" es la Vigilante que el profesor capturó.
Cuando la verdadera Ciara llega a la casa, se revela que Ciara es una Madeline disfrazada. Madeline cambia de forma, noquea a Ciara y ataca a Mina. Ella relata que fue una paria entre los Vigilantes por su capacidad de caminar durante el día y planea matar y reemplazar a Mina. Mina revela el estado de Madeline como un híbrido mitad humano, persuadiéndola de que deje de lado su odio hacia los humanos y diciéndole que puede haber otros como ella por ahí. A Madeline le brotan alas y se va.
Más tarde, Mina se reconcilia con su hermana Lucy, siendo una madre con dos niños. También ella tiene a Darwin como mascota. Mientras tanto, Madeline, en la forma de una niña humana, vigila a Mina.

## Reparto
- Dakota Fanning como Mina / Lucy[3]
- Georgina Campbell como Ciara[3]
- Olwen Fouéré como Madeline Kilmartin[4]
- Oliver Finnegan como Daniel
- Alistair Brammer como John, el esposo de Ciara
- John Lynch como el Profesor Kilmartin

## Producción
En febrero de 2023, se anunció que New Line Cinema produciría The Watchers, escrita y dirigida por Ishana Night Shyamalan en su debut como directora. Ese abril, Dakota Fanning y Georgina Campbell se unieron al elenco de la película.
La fotografía principal tuvo lugar en Dublín, Wicklow y Galway de julio a septiembre de 2023. A mediados de julio, la producción obtuvo un acuerdo provisional para continuar filmando durante la Huelga SAG-AFTRA 2023. La película fue autofinanciada por el padre de Ishana, M. Night Shyamalan , y vendida a Warner Bros. por 30 millones de dólares.
El tema del nepotismo se planteó durante la gira de prensa de la película debido a la conexión de Ishana con la industria. En una entrevista, dijo: "Es algo que considero y he considerado todos los días en el proceso. Tenía mucho miedo de cuáles serían esas implicaciones y si me juzgarían. Tener algo "Demostrar que cuando entras en una habitación y un espacio nunca es algo malo y te hace trabajar más duro y te hace desearlo más". En otra entrevista, dijo que las discusiones sobre el nepotismo eran "totalmente válidas", que lo importante era la "reacción al privilegio" y: "Por la naturaleza de haber nacido en esta vida y tener un padre en la industria, Definitivamente hay una especie de ventaja al entrar en este campo, simplemente tienes la sensación de poder lograrlo, creo que como ocurre con cualquier niño que se dedica al campo de sus padres".

## Estreno
The Watchers se estrenó en cines en los Estados Unidos, Reino Unido e Irlanda el 7 de junio de 2024 por Warner Bros. Pictures. El lanzamiento se cambió brevemente al 14 de junio antes de regresar a su fecha original.